# 喬納森·波拉德

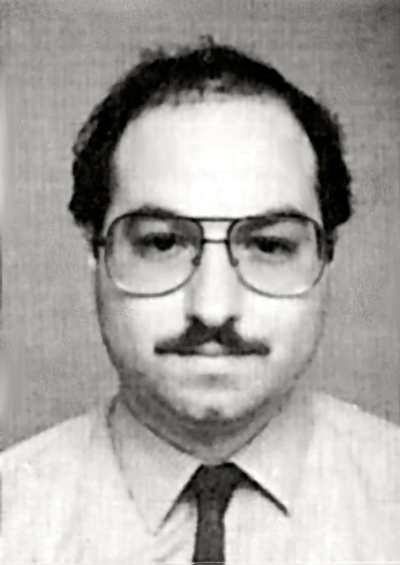
喬納森·波拉德

喬納森·波拉德（英語：Jonathan Jay Pollard；1954年8月7日—），美国政府前情报分析师。1987年，作为认罪协议的一部分，波拉德承认从事间谍活动并向以色列提供机密情报并对此认罪。因违反《间谍法》被判处无期徒刑，是美国历史上唯一一个因为向盟友传递信息而被判处无期徒刑的美国人。2015年，波拉德获得假释。
2020年11月20日，美國司法部同意不予延長波拉德的假釋期，意味他在5年假釋期屆滿後不再受假釋條件限制。同年他與妻子離開美國移居以色列，二人於2020年12月30日抵達特拉維夫，獲以色列總理本雅明·内塔尼亚胡接見。